# Keith Kellogg
Joseph Keith Kellogg Jr, född 12 maj 1944 i USA, är en amerikansk ämbetsman och pensionerad generallöjtnant i USA:s armé. 
Han har tidigare tjänstgjort som nationell säkerhetsrådgivare till USA:s vicepresident Mike Pence och som verkställande sekreterare och stabschef för USA:s nationella säkerhetsråd i den första Trump-administrationen. Han tjänstgjorde som nationell säkerhetsrådgivare på tillförordnad basis efter Michael T. Flynns avgång. 
I november 2024 valde den tillträdande presidenten Donald Trump att utse Kellogg till sitt särskilda sändebud för Ukraina och Ryssland.

## Familj och privatliv
Kellogg är näst äldst av fyra barn. Hans äldre bror, Mike Kellogg, är domare i Los Angeles Countys högsta domstol. Hans syster, Kathy, är före detta skådespelare som nu är klinisk psykolog och hans yngre bror, Jeff, är före detta stadsfullmäktigeledamot i Long Beach, tjänstgjorde som ordförande för Long Beach Community College District Board of Trustees och arbetar nu för närvarande för California Community Colleges-systemet.